# Художественное литьё
Художественное литьё — это отливка художественных произведений из металлов, полимеров (вулканизируемых или отверждаемых химически). Из металлов чаще всего это золото, серебро, бронза, олово, медь, чугун, сплавы алюминия. Из полимеров используются резины, силиконы, пластизоль ПВХ, разные виды пластика.
Один из видов художественной обработки металла.

## История художественного литья
Документально подтверждено, что художественное литьё было развито много тысяч лет назад. В Египте найдены скульптуры, отлитые из бронзы, датирующиеся 3-м тысячелетием до нашей эры, в Китае — 2-м тысячелетием до нашей эры. Также художественное литьё широко использовалось в Древней Греции и в Древнем Риме. Пик художественного литья из бронзы пришёлся на XVII—XVIII век в Западной Европе, когда любой более-менее богатый человек желал увековечить себя в статуях и эпических композициях.
На Руси художественное литьё было развито с XI века, когда отлив колоколов стал искусством. В XVI—XVII веках в России появились выдающиеся мастера-литейщики (Чохов, Дубинин, Моторины), которые специализировались не только на колоколах, но и на отливе пушек.

## Способ производства
При объёмном литье используется составная форма (опока) из гипса, глины, металла. Прообразом будущего изделия является выдавленная (полая) модель или вырезанный (лепной) расплавляемый (разрушаемый) прототип, например, из специального зелёного ювелирного воска (т. н. «восковка»).
Также используются простые литьевые формы из мягких металлов и вулканизированных полимеров, применяемые для создания барельефов, элементов интерьера, имитирующих высеченные скульптуры из мрамора и известняка, рекламных композиций и сувенирных изделий.
Художественное литьё предъявляет высокие требования к точности изготовления прототипов или форм (в зависимости от приемов работы) и, что важно, тиражированию и воспроизводимости изделий. В последние годы в ходе разработки прототипов художественных отливаемых изделий, как правило, используется автоматизированное проектирование (САПР). А в процесс изготовления форм чаще всего привлекаются роботизированные системы обработки форм (фрезерно-гравировальные станки с ЧПУ, многофункциональные обрабатывающие центры с ЧПУ).
Главные отличия художественного литья от серийного промышленного литья:
- малотиражность или уникальность работы;
- высокая детализация элементов работы.